# Ту-404
Ту-404 — проект пассажирского самолёта сверхбольшой вместимости, разработанный в ОКБ Туполева в начале 1990-х годов.

## История
Научно-исследовательские работы над проектом, получившим название Ту-404, начались в 1991 году. Предполагалось, что самолёт сможет перевозить 1200 пассажиров на 12—13 тысяч км. Было предложено несколько вариантов компоновки самолёта, среди которых было и «летающее крыло». В последнем случае силовая установка состояла из шести винтовентиляторных турбореактивных двигателей с толкающими винтами. Такая силовая установка должна была обеспечить на взлёте тягу по 18 тысяч кгс при крейсерском расходе топлива 0,644 кг/ кгс×ч. Двигатели располагались в хвосте центроплана крыла, которое одновременно являлось фюзеляжем.
Самолёт смог бы перевозить 1214 пассажиров в своих шести салонах. Вертикальное оперение предполагалось сделать двухкилевым с фальшкилями. Стреловидность крыла-фюзеляжа составляла 45 градусов. К нему пристыковывались отъёмные части крыла, в которых хранилось топливо, стреловидностью 35 градусов.
Был также классический вариант компоновки самолёта, представлявший собой двухпалубный аэробус (700 человек на нижней палубе и 500 на верхней) для перевозки 1200 человек в экономклассе на 10 тысяч км. В нижней части располагались грузовые отсеки для стандартных контейнеров. Прорабатывались грузопассажирский (одна верхняя пассажирская палуба и увеличенное грузовое отделение) и чисто грузовой варианты. Самолёт представлял собой низкоплан со стреловидностью крыла 35 градусов. Крыло имело многосекционные предкрылки по всей передней кромке, многосекционные интерцепторы-флапероны, элероны для управления на малых скоростях и щитки-закрылки. На концах крыла имелись вертикальные крылышки-шайбы. Хвостовое оперение было стреловидным и имело большую площадь. Каждая половина руля высоты была двухсекционной. Самолёт имел четыре двигателя НК-44 или Роллс-Ройс «Трент», установленных на пилонах под крылом. Шасси самолёта было многотележечным с многоколёсными тележками.
Проект не вышел из стадии предварительного обсуждения. Макет самолёта в варианте летающего крыла демонстрировался на различных международных выставках. Ввод Ту-404 в эксплуатацию потребовал бы переоборудования аэропортов для обеспечения стоянки и движения больших пассажиропотоков.